# Khumoyun Sultanov
Khumoyun Agzamdzhanovich Sultanov (Namangan, 27 ottobre 1998) è un tennista uzbeko.

## Biografia
Nel 2019 ha vinto il suo primo torneo ITF in singolare: grazie a questo successo e ad altri buoni piazzamenti, si è issato alla posizione numero 340 del ranking mondiale. Sempre nel 2019 ha rappresentato il suo Paese alle Universiadi di Napoli, dove si è aggiudicato la medaglia d'argento nel singolare e quella d'oro nel doppio insieme a Sanjar Fayziev. Nel 2020 è salito ancora in classifica, arrivando a occupare la posizione numero 299.
Fa parte della squadra uzbeka di Coppa Davis, dove ha disputato otto match riportando due vittorie e sei sconfitte.